# Xian autonome lahu de Lancang
Pour les articles homonymes, voir Lancang.
Le xian autonome lahu de Lancang (澜沧拉祜族自治县 ; pinyin : Láncāng lāhùzú Zìzhìxiàn) est un district administratif de la province du Yunnan en Chine. Il est placé sous la juridiction de la ville-préfecture de Pu'er.

## Démographie
La population du district était de 460 976 habitants en 1999.